# 692 Hippodamia
Hippodamia (asteroide 692) é um asteroide da cintura principal com um diâmetro de 45,9 quilómetros, a 2,8037997 UA. Possui uma excentricidade de 0,1711097 e um período orbital de 2 272,33 dias (6,22 anos).
Hippodamia tem uma velocidade orbital média de 16,19450835 km/s e uma inclinação de 26,10508º.
Este asteroide foi descoberto em 5 de Novembro de 1901 por Max Wolf, August Kopff.